# Most SNP

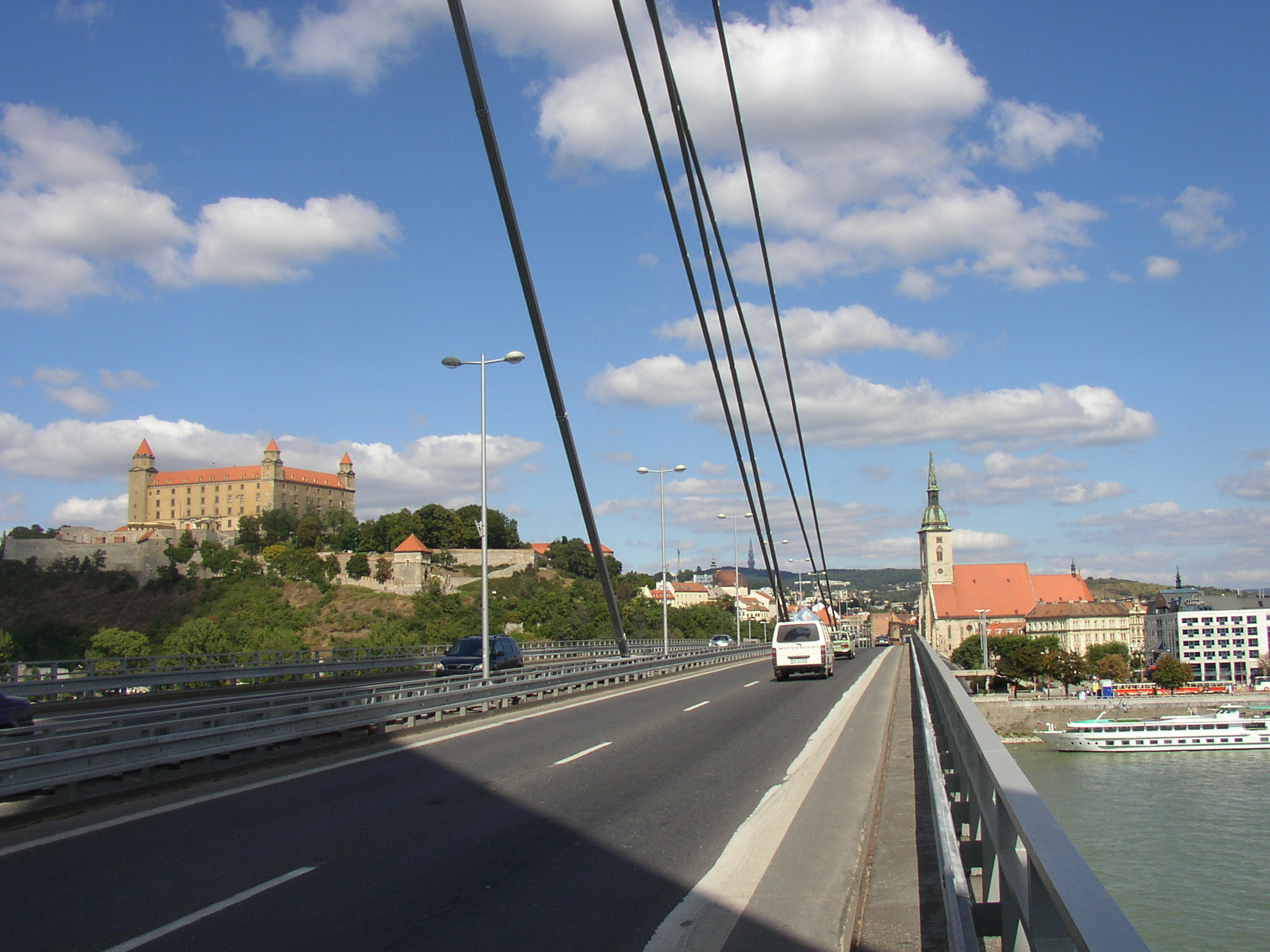
Lâu đài Bratislava và Nhà thờ Thánh Martinl, nhìn từ Nový Most

Most Slovenského národného povstania (tiếng Việt: Cầu Khởi nghĩa toàn quốc Slovakia), tên thường gọi là Most SNP hoặc Cầu UFO, có tên là Nový most (tiếng Việt: Cầu Mới) từ năm 1993 đến năm 2012, là cầu đường bộ bắc qua sông Danube ở Bratislava, thủ đô của Slovakia. Đây cũng là cây cầu dây văng một cột trụ dài nhất trên thế giới.
Chiếc cầu có kiểu thiết kế là cầu dây văng bất đối xứng với nhịp chính dài 303 m. Những sợi dây cáp thép nối bờ Petržalka với hai trụ tháp. Cầu dài tổng cộng 430,8 m, rộng 21 m và nặng 7.537 tấn.
Điểm thu hút đặc biệt của cây cầu là kiến trúc hình chiếc đĩa bay, thực chất là một nhà hàng có tên gọi "UFO" (từ năm 2005; trước đó có tên Bystrica), trên cột trụ cao 84.6 m của cầu. Người ta có thể lên nhà hàng bằng một thang máy ở cột trụ bên trái. Từ nhà hàng có thể nhìn thấy cả Bratislava. Ở cột trụ bên trái là một cầu thang thoát hiểm 430 bậc.
Cầu Nový Most có bốn làn xe dành cho xe bốn bánh; và thấp hơn ở hai bên cầu là làn dành riêng cho người đi xe đạp và đi bộ.

## Xây dựng
Cầu được xây dựng từ năm 1967 đến 1972, trong một dự án của A. Tesár, J. Lacko, và I. Slameň. Thông xe vào ngày 26 tháng tám, 1972, Nový Most là chiếc cầu thứ hai bắc qua sông Danube ở Bratislava.